# Gärddajávrre
Gärddajávrre, enligt tidigare ortografi Kärtajaure, är en sjö i Jokkmokks kommun i Lappland och ingår i Luleälvens huvudavrinningsområde. Gärddajávrre ligger i Padjelanta Natura 2000-område. Namnet finns inte kvar på nuvarande version av Topografiska kartan (2019). Sjön saknar utlopp men ingår i Luleälvens huvudavrinningsområde.